# Односи Црне Горе и Аустрије
Односи Црне Горе и Аустрије су инострани односи Црне Горе и Републике Аустрије.

## Историја односа
Билатерални односи између Црне Горе и Републике Аустрије датирају још од времена Књажевине односно Краљевине Црне Горе. Књажевина Црна Гора успоставила је званичне дипломатске односе са Аустро-Угарском 1879. Аустро-угарски дипломата барон Темел предао је фебруара 1879. на Цетињу акредитивна писма црногорском владару, књазу Николи I Петровићу Његошу, а дужност министра резидента Аустро-Угарске на Цетињу обављао је од 1879. до 1885. Конзул Аустро-Угарске од 1896. до 1900, имао је сједиште у Бару.
Непријатељство Аустро-Угарске према Црној Гори најављено је прије почетка Великог рата. Аустроугарска војска у јачини од једног батаљона 21. фебруара 1914. напала је црногорску караулу на вису Сјенокос изнад Метаљке.

### Први свјетски рат
Краљевина Црна Гора је објавило рат Аустроугарској 5. августа 1914.
Аустроугарска војска први пут је ушла и окупирала Пљевља на Преображење 19. августа 1914, потом је заузела Пријепоље и продужила ка Сјеници да гони србијанску војску. Падом Пљевља настала је велика криза на овом дијелу српско-црногорског ратишта. Од пораза Црну Гору је спасила побједа србијанске војске на Церу и на Јадру, послије које се аустоpoугарска војска из Рашке области повукла у Босну.
Аустроугарска је бомбардовала црногорске обале и бацала бомбе из авиона на Цетиње и Скадар.
Аустроугарска је окупирала Црну Гору јануара 1916.

## Савремени односи
Република Аустрија званично је признала Црну Гору 12. јуна 2006. Дипломатски односи између двије државе успостављени су 12. јула 2006.
Савезни канцелар Аустрије Алфред Гузенбауер боравио је у званичној посјети Црној Гори, 20. и 21. јула 2008.
Савезни предсједник Аустрије др Хајнц Фишер боравио је у званичној посјети Црној Гори, 21. маја 2014.

### Економски односи
Укупна робна размјена између двије земље у 2013. износила је 37,4 милиона еура, од чега је увоз био 33,5 милиона еура, а извоз 3,9 милиона еура. Директне инвестиције из Аустрије у 2013. износиле су 12,2 милиона еура.
Укупна робна размјена између двије земље у 2012. износила је 36,9 милиона еура, од чега је увоз био 32,7 милиона еура, а извоз 4,2 милиона еура. Директне инвестиције из Аустрије у 2012. износиле су 9,4 милиона еура.
Укупна робна размјена између двије земље у 2011. износила је 39,1 милиона еура, од чега је увоз био 33,9 милиона еура, а извоз 5,2 милиона еура. Директне инвестиције из Аустрије у 2011. износиле су 11,5 милиона еура.
Укупна робна размјена између двије земље у 2010. износила је 52,04 милиона еура, од чега је увоз био 49,2 милиона еура, а извоз 2,8 милиона еура. Директне инвестиције из Аустрије у 2010. износиле су 57,7 милиона еура.

#### Туризам
- У 2013. у Црној Гори боравило је 16 889 туриста из Аустрије, који су остварили 75 394 ноћења.
- У 2012. у Црној Гори боравило је 15 865 туриста из Аустрије, који су остварили 71 006 ноћења.
- У 2011. у Црној Гори боравило је 12 994 туриста из Аустрије, који су остварили 59 475 ноћења.
- У 2010. у Црној Гори боравило је 12 454 туриста из Аустрије, који су остварили 58 785 ноћења.[5]

### Дипломатски представници

#### У Бечу
Амбасадор Црне Горе у Аустрији на нерезидентној основи обавља дужност амбасадора у Словачкој и Чешкој.
- Славица Милачић, амбасадор, 2013. -
- Драгана Радуловић, амбасадор, 2009. - 2013.
- Веско Гарчевић, амбасадор, 2007. - 2008.[1]

#### У Подгорици
- Др Јохан Фрелих, амбасадор, 2013. -
- Мартин Памер, амбасадор, 2009. - 2013.
- Флоријан Рауниг, амбасадор, 2007. - 2009.[1]

#### На Цетињу
- Едвард Ото, посланик, - 1914.
- Барон Владимир Гизл фон Гизлинген, 1909. - 1913.
- Барон Темел, 1879. -